# Tartarogryllus bidentatus
Tartarogryllus bidentatus is een rechtvleugelig insect uit de familie krekels (Gryllidae). De wetenschappelijke naam van deze soort is voor het eerst geldig gepubliceerd in 1969 door Roy.